# Blodspett
Blodspett (Veniliornis sanguineus) är en fågel i familjen hackspettar inom ordningen hackspettartade fåglar.

## Utseende och läte
Blodspetten är en liten hackspett med omisskännlig fjäderdräkt. Den blodröda ovansidan kontrasterar tydlig med den mörka undersidan med ljusa tvärband. Hanen är blodröd även på huvudet. Lätena består av olika vassa ljud, likt flera andra små hackspettar.

## Utbredning och systematik
Blodspetten förekommer i kustområden i låglandet i Guyanaregionen. Den behandlas som monotypisk, det vill säga att den inte delas in i några underarter.

### Släktestillhörighet
Arten placeras traditionellt i släktet Veniliornis. DNA-studier visar dock att övervägande amerikanska hackspettar som tidigare förts till Picoides står närmare Venilliornis än typarten i släktet, tretåig hackspett. Olika auktoriteter behandlar dessa resultat på varierande sätt, där dessa hackspettar oftast lyfts ut i de mindre släktena Dryobates och Leuconotopicus, som successivt är Veniliornis-arternas närmaste släktingar. Tongivande Clements et al har istället valt att inkludera alla i ett expanderat Dryobates.

## Levnadssätt
Blodspetten hittas i kustnära skogar, inklusive mangrove, igenväxta plantage och mer urbana områden. Den påträffas ofta i par. Som andra hackspettar klättrar den uppför trädstammar och grövre klängväxter där den hackar i murken ved på jakt efter insekter. Den kan också ses födosöka i bromelior och liknande växter. 

## Status och hot
Arten har ett stort utbredningsområde, men tros minska i antal, dock inte tillräckligt kraftigt för att den ska betraktas som hotad. Internationella naturvårdsunionen IUCN listar arten som livskraftig (LC).